# Марек Грехута
Марек Михал Грехута (пољ. Marek Michał Grechuta; Замошћ, 10. децембар 1945 — Краков, 9. октобар 2006) био је пољски певач, песник, композитор и сликар.
Године 1963. почео је студије у Краковy на Политехничкој школи. Каријеру је започео у 1967, када је његова песма добила другу награду на Фестивалу Студентског Сонг у Кракову. Између 1966. и 1971. је певао са групом званом Анава. Његова песма је инспирисана пољске поезије 19. и 20. века. Његове најпознатије песме су: Niepewność, Tango Anawa, Dni których nie znamy. Године 1971. је основао нову групу: WIEM, која је трајала до 1976.
Он је такође био активан сликар. У 1969. Марек Грехута је играо у филму o Анџеј Вајда, под називом Polowanie na muchy. 
Марек Грехута је умро 9. октобра 2006. у Кракову. 

## Дискографија
- (1970)
- (1971)
- (1972)
- (1974)
- (1977)
- (1979)
- (1981)
- (1984)
- (1987)
- (1989)
- (1991)
- (1994)
- (2003)

## Награде
- Друга награда на Фестивалу студентског Сонг у Кракову
- Главна Награда пољске телевизије